# Ujedinjena velika loža Engleske
Ujedinjena velika loža Engleske (engl. United Grand Lodge of England), skraćeno UGLE, je središnja slobodnozidarska velika loža za većinu slobodnih zidara u Engleskoj, Walesu i Commonwealthu. Osnovana je 1813. godine ujedinjenjem dviju engleskih velikih loža. Smatra se nasljednicom Velike lože Engleske formirane 1717. godine u Londonu, za koju se smatra da je najstarija velika loža na svijetu. Osnovni je model za ustroj regularnog slobodnog zidarstva.
Ovu veliku ložu, skupa s Velikom ložom Škotske i Velikom ložom Irske, slobodni zidari često nazivaju "matične velike lože".

## Povijest
Osnivanje Velike lože Londona i Westminstera, 24. lipnja 1717. godine, na blagdan svetog Ivana Krstitelja, označilo je prekretnicu u povijesti slobodnog zidarstva. Prve masonske lože, poput one koje su se sastale u pivnici The Goose and Gridiron, bile su relativno male skupine koje su se redovito sastajale u različitim londonskim tavernama. Ove su lože prakticirale obrede i rituale koji su imali svoje korijene u srednjovjekovnim zidarskih cehovima, ali su također uključivale elemente ezoteričnog znanja i filozofije. Jedan od ključnih događaja u ranoj povijesti Velike lože Londona i Westminstera bio je izbor Anthonyja Sayera za prvog velikog majstora. Njegov izbor bio je simboličan jer je bio običan član lože, a ne plemić ili visokopozicionirana osoba, što je naglašavalo demokratske ideale slobodnog zidarstva. Ipak, već od početka, Velika loža je privukla mnoge ugledne i utjecajne ljude, što je doprinijelo njenom rastu i ugledu.
Jedan od značajnih trenutaka u ranoj povijesti bio je i objavljivanje prve Konstitucije 1723. godine, koju je sastavio James Anderson. Ova knjiga postavila je temelje za organizacijske strukture i rituale slobodnog zidarstva te je bila ključna za širenje ideja i standarda unutar loža diljem Engleske i šire. 
Sredinom 18. stoljeća, slobodno zidarstvo u Engleskoj doživjelo je značajne unutarnje sukobe i podjele. Ove su podjele kulminirale osnivanjem Velike lože drevnih i slobodnih zidara 1751. godine. "Drevni" su tvrdili da su "Moderni", odnosno članovi prve Velike lože, napustili stare običaje i rituale slobodnog zidarstva te su osnovali vlastitu veliku ložu kako bi očuvali tradiciju.
Rivalstvo između "Modernih" i "Drevnih" trajalo je više od pola stoljeća i bilo je obilježeno žestokim polemikama, različitim ritualima i običajima, te često nepomirljivim stavovima. Dok su "Moderni" uveli neke reforme i promjene u obredima, "Drevni" su tvrdili da čuvaju izvorne, nepromijenjene obrede i običaje. Ovo rivalstvo imalo je značajan utjecaj na razvoj slobodnog zidarstva u Engleskoj, jer je svaka strana nastojala privući što više članova i osigurati svoj legitimitet. Unatoč dugotrajnom rivalstvu, početkom 19. stoljeća pojavili su se pokušaji pomirenja i ujedinjenja. Jedan od ključnih zagovornika ujedinjenja bio je princ Augustus Frederick, vojvoda od Sussexa i sin kralja Đure III., koji je postao veliki majstor Velike lože "Modernih". Njegov rad i diplomacija bili su ključni u pregovorima s Velikom ložom "Drevnih", koju je predvodio John Murray, vojvoda od Athola.
Pregovori su kulminirali 27. prosinca 1813. godine, na Ivanje, kada su dvije velike lože formalno ujedinjene u Ujedinjenu veliku ložu Engleske. Ovaj povijesni događaj označio je kraj dugotrajnog rivalstva i početak novog razdoblja jedinstva i stabilnosti za slobodno zidarstvo u Engleskoj. Ujedinjenje je također dovelo do standardizacije rituala i običaja, što je pomoglo u daljnjem širenju i jačanju slobodnog zidarstva diljem svijeta.
Nakon ujedinjenja, Ujedinjena velika loža Engleske je nastavila rasti i razvijati se, postajući centralna institucija slobodnog zidarstva, s utjecajem koji se proteže daleko izvan granica Engleske. Standardizirani rituali i pravila, uspostavljeni tijekom i nakon ujedinjenja, postali su temelj za rad regularnih velikih loža diljem svijeta.
Dana 12. lipnja 2024. godine Ujedinjena velika loža Engleske, Red slobodnih zidarica i Časno bratstvo drevnih slobodnih zidara (Slobodno zidarstvo za žene) formirali su Vijeće za slobodno zidarstvo Engleske i Walesa (Council for Freemasonry in England and Wales) s ciljem uspostave službene suradnje između muških i ženskih velikih loža zadržavajući svoju eksluzivnost.

## Ustroj
Sjedište Ujedinjene velike lože Engleske je u Freemasons' Hall-u u Londonu, Engleska. 

### Lože
Struktura Ujedinjene velike lože Engleske uključuje:
- 41 pokrajinska velika loža u Engleskoj,[7]
- 4 pokrajinske velike lože u Walesu,[7]
- 3 pokrajinske velike lože na Krunskim posjedima,[7]
- 32 kotarske velike lože i skupine loža u inozemstvu i[8]
- 8 pojedinačnih masonskih loža koje su pod izravnim nadzorom ove velike lože.[8]

#### Lože na Britanskim otocima
Ujedinjena velika loža Engleske na Britanskim otocima, odnosno u Engleskoj, Walesu i Krunskim posjedima, ima ukupno 48 pokrajinskih velikih loža. Granice pokrajinskih velikih loža temelje se otprilike na granicama engleskih grofovija kao i ceremonijalnih grofovija.
- Metropolitanska velika loža Londona (Metropolitan Grand Lodge of London)[9] – nadležna za London.
- Pokrajinska velika loža Bedfordshira (Provincial Grand Lodge of Bedfordshire)[10] – nadležna za grofoviju Bedfordshire.
- Pokrajinska velika loža Berkshirea (Provincial Grand Lodge of Berkshire)[11] – nadležna za Berkshire.
- Pokrajinska velika loža Bristola (Provincial Grand Lodge of Bristol)[12] – nadležna za Bristol.
- Pokrajinska velika loža Buckinghamshirea (Provincial Grand Lodge of Buckinghamshire)[13] – nadležna za Buckinghamshire.
- Pokrajinska velika loža Cambridgeshirea (Provincial Grand Lodge of Cambridgeshire)[14] – nadležna za ceremonijalnu grofoviju Cambridgeshire.
- Pokrajinska velika loža Cheshirea (Provincial Grand Lodge of Cheshire)[15] – nadležna za grofoviju Cheshire.
- Pokrajinska velika loža Cornwalla (Provincial Grand Lodge of Cornwall)[16] – nadležna za Cornwall.
- Pokrajinska velika loža Cumberlanda i Westmorlanda (Provincial Grand Lodge of Cumberland & Westmorland)[17] – nadležna za povijesne grofovije Cumberland i Westmorland.
- Pokrajinska velika loža Derbyshirea (Provincial Grand Lodge of Derbyshire)[18] – nadležna za ceremonijalnu grofoviju Derbyshire.
- Pokrajinska velika loža Devona (Provincial Grand Lodge of Devonshire)[19] – nadležna za Devon.
- Pokrajinska velika loža Dorseta (Provincial Grand Lodge of Dorset)[20] – nadležna za grofoviju Dorset.
- Pokrajinska velika loža Durhama (Provincial Grand Lodge of Durham) – nadležna za grofoviju Durham.
- Pokrajinska velika loža istočnog Kenta (Provincial Grand Lodge of East Kent)[21] – nadležna za istočni dio Kenta.
- Pokrajinska velika loža istočnog Lancashirea (Provincial Grand Lodge of East Lancashire)[22] – nadležna za istočni dio ceremonijalne grofovije Lancashire.
- Pokrajinska velika loža Essexa (Provincial Grand Lodge of Essex)[23] – nadležna za Essex.
- Pokrajinska velika loža Gloucestershirea (Provincial Grand Lodge of Gloucestershire)[24] – nadležna za grofoviju Gloucestershire.
- Pokrajinska velika loža za Guernsey i Alderney (Provincial Grand Lodge of Guernsey & Alderney)[25] – nadležna za krunski posjed Bailiwick Guernsey, otoke Guernsey i Alderney.
- Pokrajinska velika loža Hampshirea i otoka Wight (Provincial Grand Lodge of Hampshire & Isle of Wight)[26] – nadležna za Hampshire i Otok Wight.
- Pokrajinska velika loža Herefordshirea (Provincial Grand Lodge of Herefordshire)[27] – nadležna za grofoviju Herefordshire.
- Pokrajinska velika loža Hertfordshirea (Provincial Grand Lodge of Hertfordshire)[28] – nadležna za ceremonijalnu grofoviju Hertfordshire.
- Pokrajinska velika loža za Otok Man (Provincial Grand Lodge of Isle of Man)[29] – nadležna za krunski posjed Otok Man.
- Pokrajinska velika loža za Jersey (Provincial Grand Lodge of Jersey)[30] – nadležna za krunski posjed Bailiwick Jersey.
- Pokrajinska velika loža Leicestershirea i Rutlanda (Provincial Grand Lodge of Leicestershire & Rutland)[31][32] – nadležna za ceremonijalne grofovije Leicestershire i Rutland.
- Pokrajinska velika loža Lincolnshirea (Provincial Grand Lodge of Lincolnshire)[33] – nadležna za Lincolnshire.
- Pokrajinska velika loža Middlesexa (Provincial Grand Lodge of Middlesex)[34] – nadležna za povijesnu grofoviju Middlesex.
- Pokrajinska velika loža za Monmouthshire (Provincial Grand Lodge of Monmouthshire)[35] – nadležna za pokrajinu Monmouthshire u jugoistočnom Walesu.
- Pokrajinska velika loža Norfolka (Provincial Grand Lodge of Norfolk)[36] – nadležna za ceremonijalnu grofoviju Norfolk.
- Pokrajinska velika loža za sjeverni Wales (Provincial Grand Lodge of North Wales )[37] – nadležna za sjeverni dio Walesa.
- Pokrajinska velika loža Northamptonshirea i Huntingdonshirea (Provincial Grand Lodge of Northamptonshire & Huntingdonshire)[38] – nadležna za Northamptonshire te kotar Huntingdonshire u grofoviji Cambridgeshire.
- Pokrajinska velika loža Northumberlanda (Provincial Grand Lodge of Northumberland)[39] – nadležna za grofoviju Northumberland.
- Pokrajinska velika loža Nottinghamshirea (Provincial Grand Lodge of Nottinghamshire)[40] – nadležna za ceremonijalnu grofoviju Nottinghamshire.
- Pokrajinska velika loža Oxfordshirea (Provincial Grand Lodge of Oxfordshire)[41] – nadležna za Oxfordshire.
- Pokrajinska velika loža Shropshirea (Provincial Grand Lodge of Shropshire)[42] – nadležna za grofoviju Shropshire.
- Pokrajinska velika loža Somerseta (Provincial Grand Lodge of Somerset)[43] – nadležna za grofoviju Somerset.
- Pokrajinska velika loža za južni Wales (Provincial Grand Lodge of South Wales )[44] – nadležna za južni dio Walesa.
- Pokrajinska velika loža Staffordshirea (Provincial Grand Lodge of Staffordshire)[45] – nadležna za ceremonijalnu grofoviju Staffordshire.
- Pokrajinska velika loža Suffolka (Provincial Grand Lodge of Suffolk)[46] – nadležna za Suffolk.
- Pokrajinska velika loža Surreya (Provincial Grand Lodge of Surrey)[47] – nadležna za Surrey.
- Pokrajinska velika loža Sussexa (Provincial Grand Lodge of Sussex)[48] – nadležna za grofovije Istočni Sussex i Zapadni Sussex.
- Pokrajinska velika loža Warwickshirea (Provincial Grand Lodge of Warwickshire)[49] – nadležna za grofoviju Warwickshire
- Pokrajinska velika loža zapadnoga Kenta (Provincial Grand Lodge of West Kent)[50] – nadležna za zapadni dio Kenta.
- Pokrajinska velika loža zapadnoga Lancashirea (Provincial Grand Lodge of West Lancashire)[51] – nadležna za zapadni dio ceremonijalne grofovije Lancashire.
- Pokrajinska velika loža za zapadni Wales (Provincial Grand Lodge of West Wales )[52] – nadležna za zapadni  dio Walesa.
- Pokrajinska velika loža Wiltshirea (Provincial Grand Lodge of Wiltshire)[53] – nadležna za grofoviju Wiltshire.
- Pokrajinska velika loža Worcestershirea (Provincial Grand Lodge of Worcestershire)[54] – nadležna za grofoviju Worcestershire.
- Pokrajinska velika loža Yorkshirea za sjeverni i istični riding (Provincial Grand Lodge of Yorkshire, North & East Ridings)[55] – nadležna za sjeverni i istični riding povijesne grofovije Yorkshire.
- Pokrajinska velika loža Yorkshirea za zapadni riding (Provincial Grand Lodge of Yorkshire, West Riding)[56] – nadležna za za zapadni riding povijesne grofovije Yorkshire.

#### Prekomorske lože
Kotarska velika loža je ekvivalent pokrajinske velike lože u inozemstvu. Ujedinjena velika loža Engleske ima 28 kotarskih velikih loža van Britanskih otoka. To su:
- Kotarska velika loža Južne Amerike – Južna divizija (District Grand Lodge of South America, Southern Division) – nadležna za Argentinu, Čile i Urugvaj.
- Kotarska velika loža Bahamâ i Turksa (District Grand Lodge of Bahamas and Turks)[57] – nadležna za Bahame i Otoke Turks i Caicos.
- Kotarska velika loža Barbadosa i istočnih Kariba (District Grand Lodge of Barbados and the Eastern Caribbean)[58] – nadležna za Barbados, Antigvu i Barbudu, Dominiku, Grenadu, Svetu Luciju, Sveti Vincent i Grenadini i Američke Djevičanske otoke, kao i zavisna područja Angvilu, Britanske Djevičanske otoke i Montserrat.
- Kotarska velika loža Bermuda (District Grand Lodge of Bermuda)[59] – nadležna za Bermude.
- Kotarska velika loža Južne Amerije – Sjeverna divizija (District Grand Lodge of South America, Northern Division)[60] – nadležna za Brazil.
- Kotarska velika loža Cipra (District Grand Lodge of Cyprus)[61][62][63] – nadležna za Cipar.
- Kotarska velika loža Gane (District Grand Lodge of Ghana) – nadležna Ganu.
- Kotarska velika loža Gibraltara (District Grand Lodge of Gibraltar)[64] – nadležna za Gibraltar.
- Kotarska velika loža Gvajane (District Grand Lodge of Guyana) – nadležna za Gvajanu.
- Kotarska velika loža Hong Konga i Dalekog istoka (engl. District Grand Lodge of Hong Kong and the Far East) – nadležna za Hong Kong.
- Kotarska velika loža Bengala (District Grand Lodge of Bengal)[65] – nadležna za povijesnu pokrajinu Bengal u Indiji.
- Kotarska velika loža Chennaija (District Grand Lodge of Madras)[66] – nadležna za Chennai u Indiji.
- Kotarska velika loža Mumbaija (District Grand Lodge of Bombay)[67] – nadležna za Mumbai u Indiji.
- Kotarska velika loža Sjeverne Indije (District Grand Lodge of Northern India) – nadležna za Sjevernu Indiju.
- Kotarska velika loža Jamajke i Kajmanskih otoka (engl. District Grand Lodge of Jamaica and the Cayman Islands)[68] – nadležna za Jamajku i Kajmanske otoke.
- Kotarska velika loža Južne Afrike za Sjever (District Grand Lodge of South Africa, North)[69] – nadležna sjeverni dio Južne Amerike.
- Kotarska velika loža Južne Afrike, Istočni sektor (District Grand Lodge of South Africa, Eastern Division) – nadležna istočni dio Južne Amerike.
- Kotarska velika loža Južne Afrike, Južni sektor (District Grand Lodge of South Africa, Central Division) – nadležna južni dio Južne Amerike.
- Kotarska velika loža Južne Afrike, Zapadni sektor (District Grand Lodge of South Africa, Western Division)[70] – nadležna zapadni dio Južne Amerike.
- Kotarska velika loža KwaZulu-Natala (District Grand Lodge of KwaZulu-Natal)[71] – nadležna za pokrajinu KwaZulu-Natal u Južnoj Africi.
- Kotarska velika loža Slobodne Države Oranje (District Grand Lodge of Orange Free State)[72] – nadležna za pokrajinu Free State u Južnoj Africi.
- Kotarska velika loža Istočne Afrike (District Grand Lodge of East Africa)[73] – nadležna za Keniju, Ugandu, Tanzaniju i Sejšele.
- Kotarska velika loža Šri Lanke (District Grand Lodge of Sri Lanka)[74] – nadležna za Šri Lanku.
- Kotarska velika loža Burme (District Grand Lodge of Burma) – nadležna za Mjanmar.
- Kotarska velika loža Istočnog arhipelaga (District Grand Lodge of Eastern Archipelago)[75] – nadležna za Maleziju, Singapur i Tajland.
- Kotarska velika loža Namibije (engl. District Grand Lodge of Namibia) – nadležna za Namibiju.
- Kotarska velika loža Nigerije (District Grand Lodge of Nigeria)[76] – nadležna za Nigeriju.
- Kotarska velika loža Južnog otoka Novog Zelanda (District Grand Lodge of South Island, New Zealand)[77] – nadležna za Južni otok u Novom Zelandu.
- Kotarska velika loža Sjevernog otoka Novog Zelanda (District Grand Lodge of North Island, New Zealand)[78] – nadležna za Sjeverni otok u Novom Zelandu.
- Kotarska velika loža Pakistana (District Grand Lodge of Pakistan) – nadležna za Pakistan.
- Kotarska velika loža Sijera Leonea i Gambije (District Grand Lodge of Sierra Leone and The Gambia)[79] – nadležna za Sijera Leone i Gambiju.
- Kotarska velika loža Trinidada i Tobaga (District Grand Lodge of Trinidad and Tobago) – nadležna za Trinidad i Tobago.
- Kotarska velika loža Zambije (District Grand Lodge of Zambia)[80] – nadležna za Zambiju.
- Kotarska velika loža Zimbabvea i Malavija (District Grand Lodge of Zimbabwe and Malawi) – nadležna za Zimbabve i Malave.

Pored kotarskih velikih loža van Britanskih otoka su i skupine loža kojih ima četiri. Skupina loža je premala da bi formirala kotarsku veliku ložu. Ove skušine su:
- Malteška skupina loža (Malta Group of Lodges)[81] – nadležna za Maltu gdje administrira dvije lože.
- Portugalska skupina loža (Portugal Group of Lodges)[82] – nadležna za Portugal gdje administrira četiri lože.
- Skupina loža Jugozapadnog Pacifika (Group of Lodges South West Pacific) – nadležna za Fidži.
- Skupina loža Montreala i Halifaxa (Montreal and Halifax Group of Lodges) – nadležna za gradove Montréal i Halifax u Kanadi gdje administrira tri lože.[83][84]

Ujedinjena velika loža Engleske direktno administrira osam loža, i to tri četiri lože u Australiji (Melbourne, Albany, Gladstone i Innisfail) te po jedna u Grčkoj (Zakintos), Curaçau (Willemstad), Svetoj Heleni (Jamestown) i Papui Novoj Gvineji (Rabaul).
- Loža "Sveta Helena" (St Helena Lodge) br. 488, Jamestown – nosi naziv po otoku Sveta Helena.
- Loža "Ravnopravnost" (Igualdad Lodge) br. 653, Willemstad – nosi naziv po španjolskoj riječi za ravnopravnost.
- Loža "Trojstvo" (Combermere Lodge) br. 752, Melbourne – nosi naziv po britanskom plemićkom naslovu Vikonta od Combermere.[85]
- Loža "Istočna zvijezda" (Star of the East Lodge) br. 880, Zakintos
- Loža "Plantagenet" (Plantagenet Lodge) br. 1454, Albany – nosi naziv po dinastiji Plantagenet.
- Loža "Port Curtis" (Port Curtis Lodge) br. 2235, Gladstone – nosi naziv po župi Port Curtis u Gladstonu, Queensland.
- Loža "Geraldton" (Geraldton Lodge) br. 3544, Innisfail – nosi naziv po starom nazivu za Innisfail u Queensland.
- Loža "Rabaul" (Rabaul Lodge) br. 4468, Rabaul – nosi naziv po gradu Rabaulu.

### Uprava
Ujedinjenom velikom ložom Engleske upravlja veliki majstor (eng. Grand Master) koji se bira na jednogodišnje razdoblje. Dosadašnji veliki majstori su:
1. princ Augustus Frederick, vojvoda od Sussexa (1813. – 1843.) – sin kralja Đure III.
2. Thomas Dundas, II. grof od Zetlanda (1844. – 1870.)
3. George Robinson, I. markiz od Ripona[a] (1870. – 1874.)
4. princ Albert Edward od Walesa (1874. – 1901.) – najstariji sin kraljice Viktorije, od 1901. kralj Ujedinjenog Kraljevstva kao Eduard VII.
5. princ Arthur, vojvoda od Connaughta i Strathearna (1901. – 1939.) – treći sin kraljice Viktorije
6. princ George, vojvoda od Kenta (1939. – 1942.) – sin kralja Đure V.
7. Henry Lascelles, VI. grof od Harewood (1942. – 1947.)
8. Edward Cavendish, X. vojvoda od Devonshirea (1947. – 1950.)
9. Roger Lumley, XI. grof od Scarbrougha (1951. – 1967.)
10. princ Edward, vojvoda od Kenta (1967.– danas) – sin 6. velikog majstora, unuk kralja Đure V.

Kada je veliki majstor član kraljevske obitelji uobičajeno je da on imenuje pro velikog majstora (Pro Grand Master). Pro veliki majstor (pro na latinskom za ili u ime) ispunjava ulogu velikog majstora kada on nije dostupan zbog svojih kraljevskih dužnosti. Razlikuje se od zamjenika velikog majstora koji djeluje kao zamjenik, a ne kao vršitelj dužnosti velikog majstora.
- princ Albert Edward od Walesa
  - Henry Herbert, IV. grof od Carnarvona (1874. – 1890.)
  - Edward Bootle-Wilbraham, I. earl od Lathoma (1891. – 1898.)
  - William Amherst, III. grof Amherst (1898. – 1901.)
- princ Arthur, vojvoda od Connaughta i Strathearna
  - William Amherst, III. grof Amherst (1901. – 1908.)
  - Oliver Russell, II. barun Ampthill (1908. – 1935.)
- princ Edward, vojvoda od Kenta
  - William Cadogan, VII. grof Cadogan (1969. – 1982.)
  - Fiennes Cornwallis, III. barun Cornwallis (1982. – 1991.)
  - Barry Maxwell, XII. barun Farnham (1991. – 2001.)
  - Spencer Compton, VII. markiz od Northamptona (2001. – 2009.)
  - Peter Lowndes (2009. – 2022.)
  - Jonathan Spence (od 2022.)

### Međunarodna suradnja
Ujedinjena velika loža Engleske sudjeluje u radu Svjetske konferencije regularnih masonskih velikih loža. Također, (do siječnja 2025. godine) potpisala je povelje o prijateljstvu i međusobnom priznavanju s 245 regularnih velikih loža.

### Obredi
Povijesni slobodnozidarski obred Ujedinjene velike lože Engleske je Emulacijski obred. To je izvorni obred svih loža, oni koji prakticiraju njegovu specifičnu verziju ili neki drugi obred. Tako za primjer, u Bristolu  se prakticira Balduinov obred. Ujedinjena velika loža Engleske upravlja simboličkim stupnjevima plave lože (učenik, pomoćnik i majstor) i delegira upravljanje visokim stupnjevima.

## Pridružena tijela i redovi
Upravljanje visokim masonskim stupnjevima Ujedinjena velika loža Engleske provodi kroz pridružena tijela i redove od kojih svaki predstavlja jedan obred a na temelju potpisanih konkordata.
- Vrhovni veliki kapitel slobodnih zidara kraljevskog luka Engleske (engl. Supreme Grand Chapter of Royal Arch Masons of England) – nadležno za rad svetog kraljevskog luka;[88]
- Velika loža majstora masona znaka Engleske i Walesa te njihovih distrikata i prekomorskih loža (Grand Lodge of Mark Master Masons of England and Wales and its Districts and Lodges Overseas) – nadležna za rad majstora znaka;[89]
  - Drevno i časno bratstvo mornara kraljevske arke (Ancient and Honourable Fraternity of Royal Ark Mariner) – nadležno za rad mornara kraljevske arke.[90]
- Veliki priorat Ujedinjenih vjerskih, vojnih i masonskih redova Hrama i svetog Ivana od Jeruzalema, Palestine, Rodosa i Malte za Englesku i Wales te njihovih prekomorskih pokrajina (Great Priory of the United Religious, Military and Masonic Orders of the Temple and of St. John of Jerusalem, Palestine, Rhodes and Malta of England and Wales and its Provinces Overseas) – nadležno za rad vitezova templara kao i malteških vitezova;[91][92]
- Velika imperijalna konklava Slobodnozidarskog i vojnog reda crvenog križa cara Konstatina i redova svetog Groba i svetog Ivana Evanđelista Engleske i Walesa i njegovih divizija i prekomorskih konkalava (Grand Imperial Conclave for Masonic and Military Order of the Red Cross of Constantine and the Orders of the Holy Sepulchre and of St John the Evangelist for England & Wales & its Divisions & Conclaves overseas) – nadležan za rad crvenog križa cara Konstatina;[93]
- Veliki koncil Reda kraljevskih i odabranih majstora Engleske i Walesa i njegovih distrikta i prekomorskih koncila (Grand Council of the Order of Royal and Select Masters of England and Wales and its Districts and Councils Overseas) – nadležno za rad kraljevskih i odabranih majstora;[94]
- Veliko vijeće za Savezne masonske stupnjeve Engleske i Walesa te distrikate i prekomorska vijeća (Grand Council of the Order of Allied Masonic Degrees of England and Wales and Districts and Councils Overseas) – nadležno za rad saveznih masonskih stupnjeva;[95]
- Velika konklava Reda tajnog nadzornika ili Bratstvo Davida i Jonathana Britanskih otoka i njihovih prekomorskih kotara i konklava (Grand Concave of Order of the Secret Monitor or Brotherhood of David and Jonathan in the British Isles and its Districts and Concaves Overseas) – nadležno za rad tajnih nadzornika;[96]
- Veliki senat Drevnog i masonskog reda grimizne vrpce Britanskih otoka i njihovih prekomorskih kotara i konzistorija  (Grand Senatus for the Ancient and Masonic Order of the Scarlet Cord of the in the British Isles and its Districts and Consistories Overseas) – nadležan za rad grimizne vrpce.[97]
- Veliki priorat Svetog grada za Ispravljeni škotski obred Engleske i Walesa (Grand Priory of the Holy City of the Rectified Scottish Rite of England and Wales) – nadležno za rad vitezova dobročinitelja Svetog grada;[98]
- Vrhovno vijeće trideset trećeg stupnja Drevnog i prihvaćenog obreda za Englesku i Walesu te distrikate i prekomorska kapitele (Supreme Council for the Thirty-Third Degree of the Ancient and Accepted Rite for England and Wales and its Districts and Chapters Overseas) – nadležno za rad škotskog reda;[99]
- Veliki sud masonskog reda Ethelstana u Engleskoj i Walesu te prekomorskim pokrajinama (Grand Court of the Masonic Order of Athelstan in England, Wales and its Provinces Overseas) – nadležno za rad reda Ethelstana;[100]
- Komemorativni red svetog Tome iz Akre pod Vijećem velikog majstora (Commemorative Order of Saint Thomas of Acon under the Grand Master's Council) – nadležan za rad vitezove sv. Tome iz Akre.[101]
- Rozenkrojcersko društvo Engleske (Rosicrucian Society of England, odnosno lat. Societas Rosicruciana in Anglia) – nadležno za rad rozenkrojcerskog društva.[102]
- Veliki kolegij Svećenika vitezova templara Svetog kraljevskog luka i Reda svete mudrosti (Grand College for Holy Royal Arch Knight Templar Priests and Order of Holy Wisdom) – nadležno za rad svećenika vitezova templara Svetog kraljevskog luka kao i reda svete mudrosti.[103]
- Veliki koleij Cijenjenog društva slobodnih zidara, grubih zidara, zidograditelja, krovopokrivača, popločavača, žbukera i opečara (Grand Assemblage of Worshipful Society of Free Masons, Rough Masons, Wallers, Slaters, Paviors, Plaisterers and Bricklayers) – nadležno za rad operativnog zidarstva.[104]
- Pridružena tijela i redovi koji imaju svoje jedinice u Engleskoj i Walesu:
  -  Pokrajinsko veliko vijeće vitezova masona Engleske i Walesa (Provincial Grand Council of Knight Masons of England and Wales ) – nadležno za rad vitezova masona.[105]
  -  Velika loža Kraljevskog reda Škotske (Grand Lodge of the Royal Order of Scotland) sa sjedištem u Edinburghu – nadležno za rad kraljevskog reda Škotske.[106]